# Svartstjärt
Svartstjärt (Oenanthe melanura) är en tätting i familjen flugsnappare som förekommer i Afrika strax söder om Sahara samt i Mellanöstern.

## Kännetecken

### Utseende
Svartstjärten är en 14–16 centimeter lång rätt karaktärslös fågel bortsett från den helsvarta stjärten som gett den dess namn. Ovansidan är grå med en kontrasterande svart lillvinge, medan undersidan är ljusare. Näbb och ben är svarta. Ansiktet saknar egentliga karaktärsdrag. Könen är lika.

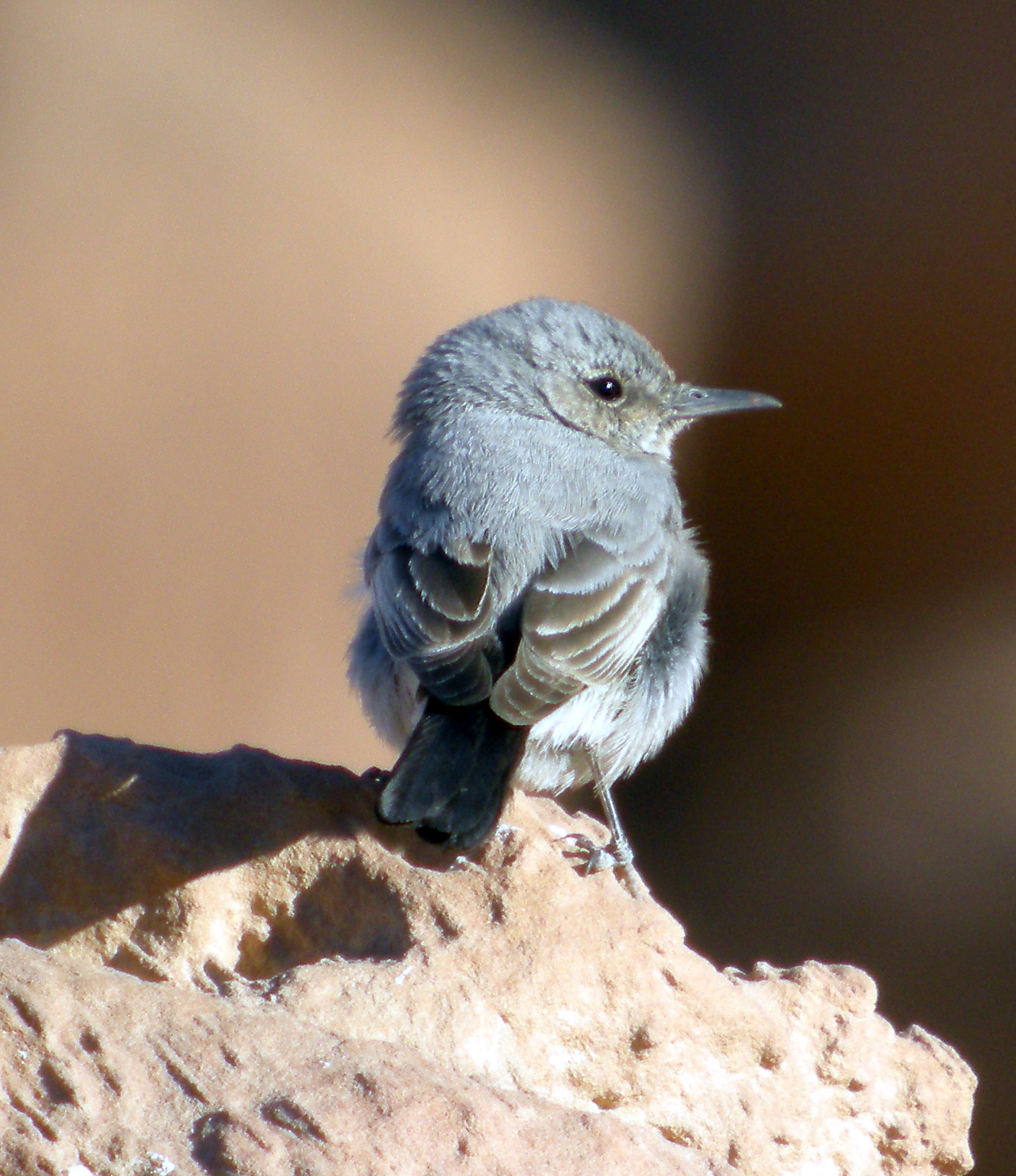

### Läten
Sången utgörs av två eller tre klara, djupa, flöjtande och vemodiga stavelser med fyra till fem sekunder emellan. Varningslätet är ett visslande vih.

## Utbredning och systematik
Svartstjärt delas in i sex underarter med följande utbredning:
- Oenanthe melanura ultima – Mali och södra Niger
- Oenanthe melanura airensis – från Aïrmassivet i östra Niger till Tchad och Kordofan i västra Sudan
- Oenanthe melanura lypura – sydöstra Egypten, östra Sudan, Eritrea och nordöstra Etiopien
- Oenanthe melanura aussae – Afartriangeln i östra Etiopien, Djibouti och angränsande Somalia
- Oenanthe melanura melanura – från Dödahavssänkan i Egypten och Jordanien till Saudiarabien
- Oenanthe melanura neumanni – från västra Saudiarabien till Jemen, Aden och Hadramaut

### Släktestillhörighet
Tidigare placerades arten i släktet Cercomela, men flera DNA-studier visar att släktet är parafyletiskt och att arten istället utgör en del av stenskvättesläktet Oenanthe.

### Familjetillhörighet
Stenskvättorna ansågs fram tills nyligen liksom bland andra buskskvättor, stentrastar, rödstjärtar vara små trastar. DNA-studier visar dock att de är marklevande flugsnappare (Muscicapidae) och förs därför numera till den familjen.

## Levnadssätt
Svartstjärten förekommer i bergsöken och blockrika sluttningar med spridda buskage. Den ses ofta sitta på undersidor av akaciekronor eller på marken. Den är ofta helt oskygg men rastlös. Den brer ofta ut stjärt och vingar och sluter dem igen eller pumpar stjärten nedåt.

### Häckning
Svartsjärten är monogam och paren stannar i häckingsreviret året runt. Honan bygger ett grunt skålformat bo av gräs och löv som placeras mellan stenblock, i en klippskreva eller i en oanvänd bohåla i marken. Hon lägger också ofta ut små stenar vid boets ingång. Tre till fyra blekt blå ägg ruvas av honan i 13–14 dagar. Ungarna som matas av båda föräldrarna blir flygga efter 14 dagar. Svartstjärten kan lägga upp till tre kullar per år.

## Status och hot
Arten har ett stort utbredningsområde och en stor population med stabil utveckling. Utifrån dessa kriterier kategoriserar IUCN arten som livskraftig (LC). Världspopulationen har inte uppskattats men den beskrivs som vanligt eller mycket vanligt förekommande i ökenlandskap i Israel.